# در دل دریا
در دل دریا (به انگلیسی: In the Heart of the Sea) فیلمی در ژانر درام تاریخی محصول مشترک ایالات متحده آمریکا و اسپانیا به کارگردانی ران هاوارد است که در سال ۲۰۱۵ منتشر شد. این فیلم اقتباسی از کتابی غیرداستانی به همین نام نوشته ناتانیل فیلبریک است و دربارهٔ یک کشتی آمریکایی شکار نهنگ است که در ۱۸۲۰ میلادی غرق شد. از ستارگان این فیلم میتوان به کریس همسورث، بنجامین واکر، کیلین مورفی، تام هالند، بن ویشاو و برندن گلیسون اشاره کرد.

## خلاصه داستان
داستان فیلم در سال ۱۸۱۹ (میلادی) رخ می‌دهد و مربوط به کشتی صید نهنگ است که توسط یک نهنگ عظیم‌الجثه در منطقه اقیانوس جنوب آسیب می‌بیند. بعد از آسیب کشتی خدمه برای نجات خود، نود روز در سه قایق کوچک و پارویی به سر می‌برند، بعد از این سردرگمی و ناامیدی سرانجام با غلبه گرسنگی، بیماری و آدم خواری روبرو می‌شوند.

## بازیگران
- کریس همسورث در نقش اوون چیس
- بنجامین واکر در نقش کاپیتان جورج پولارد جونیور
- کیلین مورفی در نقش متیو جوی
- تام هالند در نقش توماس نیکرسون
- بن ویشاو در نقش هرمن ملویل
- برندن گلیسون در نقش پیری توماس نیکرسون
- میشل فرلی در نقش خانوم نیکرسون
- فرانک دیلین در نقش هنری کافین
- شارلوت رایلی در نقش پگی چیس
- جیمی سیوس در نقش ایزاک کال
- سم کیلی در نقش رمزدیل

## انتشار
این فیلم در ۷ دسامبر ۲۰۱۵ در نیویورک به نمایش درآمد و در تاریخ ۱۱ دسامبر ۲۰۱۵ توسط برادران وارنر در سینماهای ایالات متحده اکران شد.

## تولید

### انتخاب بازیگر
در ژوئن ۲۰۱۲ کریس همسورث به عنوان بازیگر نقش اصلی انتخاب شد، در آوریل ۲۰۱۳ تام هالند برای ایفای نقش جوانی توماس نیکرسون و در ژوئن ۲۰۱۳ کیلین مورفی برای ایفای نقش متیو جوی به جمع بازیگران اضافه شدند. پیش از آنکه بنجامین واکر برای بازی در نقش کاپیتان انتخاب شود، بازیگرانی چون بندیکت کامبربچ، تام هیدلستون و هنری کویل برای این نقش در نظر گرفته شده بودند.

### فیلم‌برداری
فیلمبرداری اصلی فیلم در سپتامبر ۲۰۱۳ و در استودیو برادران وارنر در لندن آغاز شد، همچنین بخش‌هایی از فیلم نیز در جزایر قناری در اسپانیا انجام شد. برای صحنه‌های طوفان تیم تولید یک مخزن آب در عرشه قرار دادند تا شدت طوفان واقعی به نظر بیاید. برای داشتن اثر مناسب از ۵۰۰ گالن آب یخ استفاده شد. در طی فیلم‌برداری در جزایر قناری عوامل به دلیل سیلاب مجبور شدند کار خود را به مدت یک روز و نیم متوقف کنند. همچنین بازیگران برای کاهش وزن تنها ۵۰۰-۶۰۰ کالری در روز غذا می‌خوردند.

## جوایز
| سال  | جایزه                                                                   | دریافت کننده(ها)                               | نتیجه    |
| ---- | ----------------------------------------------------------------------- | ---------------------------------------------- | -------- |
| ۲۰۱۵ | جایزه تصاویر متحرک از بیست و چهارمین جنشواره فیلم هارتلند               | ران هاوارد و برادران وارنر                     | پیروز    |
| ۲۰۱۶ | جایزه بهترین جلوه‌های بصری از پانزدهمین جنشواره جوایز انجمن جلوه‌های بصری | جودی جانسون،برای لرمن،شان استرانکس و مارک هولت | نامزدشده |
| ۲۰۱۶ | جایزه هنرمند جوان بهتربن بازیگر جوان                                    | تام هالند                                      | نامزدشده |
| ۲۰۱۶ | جوایز برگزیده نوجوانان بهترین فیلم اکشن                                 | در دل دریا                                     | نامزدشده |
| ۲۰۱۶ | جوایز برگزیده نوجوانان ستاره مرد فیلم‌های اکشن                           | کریس همسورث                                    | نامزدشده |
| ۲۰۱۶ | جوایز برگزیده نوجوانان ستاره زن فیلم‌های اکشن                            | شارلوت رایلی                                   | نامزدشده |